# 長福
宗室長福（1872年5月3日—1923年8月31日，同治十一年三月二十六日申時—民國十二年七月二十日），正紅旗滿洲人，遠支宗室正紅旗第一族恆字輩，謙德第三子，官至外務部郎中，清末官员。

## 生平
同治十三年（1874年），賞給主事銜。
光緒十七年（1891年）十二月，賞給員外郎銜。十八年（1892年）二月，籤分工部屯田司，以員外郎候補。
十八年（1892年）五月，請假前往山海關父親謙德任所省親，並停留幫辦家務。
十九年（1893年），報考癸巳恩科文鄉試。未中式。
二十四年（1898年）十一月，嫡妻富察氏病故。二十五年（1899年）十二月，娶繼妻博羅特氏。
二十七年（1901年）三月，補授工部員外郎。後奉派赴日本游學。长福思想新派，倾向革命。
二十八年（1902年）十一月，獲保舉遇缺即补工部郎中。
二十九年（1903年）元旦，留日学生举办团拜会，会上有留学生表达排满情绪。同样是留学生的宗室长福并未出来反对排满演说，而是鼓掌赞同。五月，游學畢業歸國返回京師。
三十二年（1906年），派充驻日本神户领事。在此期间，长福与梁启超结为友人，还与黄兴结拜为兄弟。此外，当时山西合盛元票庄（总理贺洪如）准备在日本设立支店时，因日本政府不准外国人设立银行，故申请过程颇为周折，经报告各署，长福于光绪三十二年十二月十一日出具证明书，日本大藏大臣坂谷芳藏最终于光绪三十三年（1907年）批准开业。“清国合盛元银行神户支店”、“清国合盛元银行东京出张所”分别开业，成为中国近代最早的海外银行。
三十四年（1908年）五月，調補外務部考工司郎中。
宣統二年（1910年）正月，報捐花翎。九月，以各部院衙門官類別入選資政院欽選議員。
1923年，日本爆发了关东大地震，造成了很大的人员伤亡。长福也在这场灾难中遇难。

## 家庭及關聯
- 十二世祖父：清太祖（1559年—1629年）。
- 十二世祖母：清太祖元妃佟佳氏（1560年—1592年）。
- 十一世祖父：禮烈親王代善（1583年—1648年），清太祖皇次子，功封禮親王，諡烈。
- 十一世祖母：葉赫那拉氏，葉赫西城貝勒布寨之女，代善繼福晉。
- 十世祖父：穎毅親王薩哈璘（1604年—1636年），功封貝勒，管理禮部，追封穎親王，諡毅。
- 十世祖母：烏拉那拉氏，烏拉貝勒布占泰之女，薩哈璘嫡福晉。
- 九世祖父：順承恭惠郡王勒克德渾（1629年—1652年），薩哈璘次子，功封順承郡王，管理刑部，諡恭惠。
- 九世祖母：噶爾扎氏，公爵祜里泰之女，勒克德渾側福晉。
- 八世祖父：順承忠郡王諾羅布（1650年—1717年），勒克德渾三子，襲封順承郡王，官至杭州將軍，諡忠。
- 八世祖母：石氏，石達之女，諾羅布側福晉。
- 七世祖父：郡王品級錫保（1688年—1742年），諾羅布四子，封順承親王，官至正黃旗蒙古都統、左宗人、靖邊大將軍，因事革爵。
- 七世祖母：舒舒覺羅氏，三等侯偏圖之女，錫保嫡福晉。
- 六世祖父：順承恪郡王熙良（1705年—1744年），錫保長子，襲封順承郡王，官散秩大臣覺羅學總管，諡恪。
- 六世祖母：納喇氏，侍讀學士色爾登之女，熙良嫡福晉。
- 五世祖父：順承恭郡王泰斐英阿（1728年—1756年），熙良長子，襲封順承郡王，官至正黃旗漢軍都統、左宗正，諡恭。
- 五世祖母：沙濟富察氏，一等公散秩大臣傅文之女，泰斐英阿嫡福晉。
- 高祖父：順承慎郡王恒昌（1753年—1778年），泰斐英阿四子，襲封順承郡王，諡慎。
- 高祖母：馬佳氏，護軍校馬三泰之女，恒昌庶福晉。
- 曾祖父：順承簡郡王倫柱（1772年—1823年），襲封順承郡王，官宗室總族長、十五善射，諡簡。
- 曾祖母：馬佳氏，同知穆騰額之女，倫柱側福晉。
- 祖父：春佑（1801年—1876年），封三等鎮國將軍，官至都統、內大臣、總管內務府大臣，諡誠恪。
- 祖母：鈕祜祿氏，寧夏將軍格布舍之女，春佑繼妻。

### 父母
- 父：謙德（1834年—1896年），封三等辅国将军，官至副都統。
- 嫡母：瓜爾佳氏，郎中林耀之女，謙德嫡妻。
- 繼母：楊佳氏，文明之女，謙德繼妻。
- 生母：李氏，李大之女，謙德之妾。

### 兄弟
長福排行第三，有二兄。
- 祥徵（1864年—1869年），嫡瓜爾佳氏所生，早卒，無嗣。
- 銓福（1867年—？年），嫡瓜爾佳氏所生，襲封奉國將軍，官至理藩院額外郎中。娶富察氏，倭和之女。

### 妻室
- 嫡妻：富察氏（？年—1898年），恩福之女。
- 繼妻：博羅特氏，松禄之女。
- 妾：王氏，王福之女。

### 子嗣
長福育有四子。
- 長子：文藻（1900年—？年），繼博羅特氏所生。
- 次子：文芷（1905年—？年），繼博羅特氏所生。娶周氏，周翰卿之女。
- 三子：文葵（1911年—1992年），出继顺承质郡王讷勒赫为嗣，末代顺承郡王。
- 四子：文蓬（瀛生，1922年—2013年），庶王氏所生，著名满语学者。